# Francesco Verso
Francesco Verso (né à Bologne le 29 mars 1973) est un écrivain italien.

## Biographie
Francesco Verso commence à écrire en 1996 avec Antidoti umani, roman finaliste en  2004 au prix Urania Mondadori. Actif aussi en  poésie, il se fait remarquer au prix international de poésie Mario Luzi.
En 2009, il remporte le prix Urania Mondadori avec le roman Il fabbricante di sorrisi, publié dans la collection Urania avec le titre e-Doll.
En 2010, il écrit Livido et les contes Flush, Dodici centesimi, Sogno di un futuro di mezza estate, Due mondi et La morte in diretta di Fernando Morales. En 2011, il achève le roman Bloodbusters et commence l'écriture de I camminatori. 
En 2012, il remporte le prix Odissea avec le roman Livido qui remporte deux ans plus tard le prix Cassiopea et le Premio Italia comme meilleur roman de science fiction italien. Dans la même année, la maison éditrice australienne Xoum publie ce roman avec le titre Livid.  
De 2011 à 2013, Francesco Verso est co-directeur de la collection de littérature fantastique Avatar. 
En 2014, il fonde Future Fiction, spécialisée dans la publication de livres de science-fiction 
et qui a publié en italien des romans français de Ugo Bellagamba  et Olivier Paquet.
En 2015, avec le roman  Bloodbusters, Francesco Verso remporte pour la deuxième fois le prix Urania Mondadori  à ex æquo avec le roman L'impero restaurato de Sandro Battisti.
En 2018, il remporte le prix Italia comme meilleur éditeur. 
En 2019 il remporte le prix Dragon d'or (Zlatni Zmaj)  pour sa contribution au développement de la  de science-fiction.Toujours en 2019, il a obtenu le prix ESFS Award comme meilleur éditeur avec Future Fiction.

## Prix littéraires
- 2004 : Finaliste du prix Urania Mondadori avec Antidoti Umani
- 2008 : Signalé au prix international Mario Luzi
- 2009 : Vainqueur du prix Urania Mondadori avec e-Doll
- 2013 : Vainqueur du prix Odissea avec Livido
- 2013 : Vainqueur du prix Robot avec le conte Il livello dell'assassino
- 2014 : Vainqueur du prix Cassiopea avec Livido
- 2014 : Vainqueur du prix Italia avec Livido (meilleur roman de science-fiction italienne)
- 2015 : Vainqueur du prix Urania 2014 (ex æquo)
- 2018, Vainqueur du prix Italia comme meilleur éditeur
- 2019 Vainqueur du prix Dragon d'or (Zlatni Zma).

## Œuvres

### Romans
- Antidoti umani, Éditions Diversa Sintonia, 2009; Kipple Officina Libraria, 2011 (finaliste premio Urania Mondadori 2004)
- e-Doll, Mondadori, 2009; Kipple Officina Libraria, 2012 (vainqueur premio Urania 2008); collana Future Fiction, Mincione Edizioni, 2015
- Flush, collana Fantastica vol.1, L.A. Case Production, février 2013[11]
- Livido, Odissea Fantascienza, Delos Books, 2013 (prix Odissea 2013, prix Cassiopea 2014, prix Italia)
  - (en) Livid, Fantastica SF, Xoum Publishing, Sydney, 2014[12]
- Nexuman Delos Books, 2013[13].
- Bloodbusters, Mondadori, 2015 (vainqueur prix Urania 2014 ex æquo)

### Contes
- La spirale del silenzio, dans Robot 58, Delos Books, 2009
- Flush, Kipple, collection Avatar Caspule 3, 2010
  - Flush, iComics nr. 4, Kawama Editoriale, décembre 2010;
  - Flush, AA.VV., 50 Sfumature di Sci-fi, La Mela Avvelenata, 2013
- Sogno di un futuro di mezza estate, Kipple, collection Avatar eCaspule 7, 2011 - Finaliste prix Italia 2012
- Italianski, tikaj, tikaj, in Scritto... e mangiato: racconti di vita e di sapori, prix Racconto Bonsai 2011, 
  - Italianski, tikaj, tikaj, Giulio Perrone LAB, Rome, 2011
  - Italianskij tikaj tikaj, dans l'anthologie Ma gli androidi mangiano spaghetti elettrici, Edizioni della Vigna, 2015
- 12 centesimi, dans iComics 14, Kawama Editoriale, 2012
- Due mondi, collection Future Fiction, Mincione Edizioni, 2014[14].
- Formattazioni celesti, dans l'anthologie I sogni di Cartesio, Edizioni della Vigna, 2013
- Il livello dell'assassino, FantasyMagazine n.8, DelosBooks, 2013
- La morte in diretta di Fernando Morales, Graphe.it edizioni, Perugia 2011,  (ISBN 9788897010128)
  - La morte di Fernando Morales, Future Fiction, Mincione Edizioni 2015[15].
- Bloodbusters, dans l'anthologie NexStream - Oltre il confine dei generi, Kipple Officina Libraria, 2015
- Francesco Mantovani et Francesco Verso, iMate, Future Fiction, Mincione Edizioni 2016